# Jimmy Buffett
James William Buffett, detto Jimmy (Pascagoula, 25 dicembre 1946 – Sag Harbor, 1º settembre 2023), è stato un cantautore, musicista e scrittore statunitense.

## Biografia
Nato in Mississippi, è cresciuto a Mobile, unica città dell'Alabama ad avere un porto di mare, affacciato su una baia nel Golfo del Messico. Questo particolare è significativo perché, seguendo suo nonno nelle escursioni in barca da bambino, Jimmy ha sviluppato una passione per la nautica che ha influenzato la sua vita e la sua musica.
Nel 1969 ha conseguito un diploma in Storia e Giornalismo presso la University of Southern Mississippi e ha cominciato a collaborare con la rivista Billboard, prima di decidere di entrare nel mondo della musica e trasferirsi definitivamente a Nashville (Tennessee). Nel 1970 debutta, con scarso esito commerciale (ufficialmente 324 copie), con l'album Down to Earth, pubblicato dalla Barnaby. Dopo le prime esperienze dal vivo nei club di Nashville, nel 1972 si trasferisce in Florida a Key West e acquista la sua prima barca a vela.
In seguito firma per la Dunhill Records, con cui pubblica due album. Nel 1974 appare nella parte di sé stesso in Rancho Deluxe diretto da Frank Perry, film per il quale compone anche parte della colonna sonora (6 brani). Nello stesso periodo forma la Coral Reefer Band ed entra per la prima volta in classifica con il singolo Come Monday. È però con il brano Margaritaville che arriva in quarta posizione in Canada ed in ottava nella Billboard Hot 100 e il suo album Changes in Latitudes, Changes in Attitudes (1977) che trova il successo conquistando il disco di platino. Nel 1978 appare nel film FM dove canta Livingston Saturday Night e incide l'autobiografico Son of a Son of a Sailor, che supera il milione di copie.
A metà strada tra cowboy e marinaio, Buffett ha autodefinito la sua musica caribbean rock, uno stile che mescola ritmi tropicali con sonorità country e con inevitabili contaminazioni pop-rock. Riferendosi ironicamente alla Paramount Pictures, ha anche chiamato il suo stile Gulf & western. Nelle sue esibizioni dal vivo si presenta accompagnato sul palco dalla fedele Coral Reefer Band, con la quale realizza gli album dal vivo Live e You Had to Be There, entrambi del 1978. Nel 1979 supera ancora una volta la soglia del milione di copie con l'album Volcano, che include il singolo di successo Fins.
Nel 1983, dopo alcuni problemi economici dovuti a un pagamento per un'infrazione di copyright, lancia una linea di merchandising e di abbigliamento, la Margaritaville e scrive dei libri, alcuni dei quali in collaborazione con la figlia Savannah, che diventano anche bestseller.
Diradata l'attività dal vivo, pubblica nel 1985 Last Mango in Paris, che vanta collaborazioni eccellenti (Glenn Frey, Roy Orbison, Jonathan Edwards, Harrison Ford) e intanto costruisce su di sé l'immagine scanzonata e ironica di ozioso crocerista che ama il mare e i tropici più di ogni altra cosa; dopo una lunga assenza dedicata quasi esclusivamente alla vita a bordo della sua Euphoria II attraccata nelle acque di Key West, nel giugno 1988 riparte con una tournée, alla fine della quale pubblica Off to See the Lizard.
Nel 1992 viene pubblicato con ottimo esito di vendite il lussuoso cofanetto Boats, Beaches, Bars and Ballads che ripercorre tutto il suo cammino musicale a partire dai primi anni '70.
Nel 1996 intraprende un'altra pausa per dedicarsi al musical. Nel 2002 pubblica Far Side of the World; torna a lavorare in studio nel 2009.
Ha preso parte a diverse serie TV e a film, tra cui Cobb (1994), Congo (1995) e Hoot (2006), di cui è stato anche produttore.
Il brano Margaritaville entra nella Grammy Hall of Fame Award 2016.
E morto all' età di 76 anni per un tumore alla pelle detto Carcinoma a cellule di Merkel.

## Discografia

### Album in studio
- Down to Earth (1970)
- A White Sport Coat and a Pink Crustacean (1973)
- Living & Dying in 3/4 Time (1974)
- A1A (1974)
- Havana Daydreamin' (1976)
- High Cumberland Jubilee (1976)
- Changes in Latitudes, Changes in Attitudes (1977)
- Son of a Son of a Sailor (1978)
- Volcano (1979)
- Coconut Telegraph (1981)
- Somewhere over China (1982)
- One Particular Harbour (1983)
- Riddles in the Sand (1984)
- Last Mango in Paris (1985)
- Floridays (1986)
- Hot Water (1988)
- Off to See the Lizard (1989)
- Fruitcakes (1994)
- Barometer Soup (1995)
- Banana Wind (1996)
- Christmas Island (1996)
- Don't Stop the Carnival (1998)
- Beach House on the Moon (1999)
- Far Side of the World (2002)
- License to Chill (2004)
- Take the Weather with You (2006)
- Buffet Hotel (2009)
- Songs from St. Somewhere (2013)
- 'Tis the SeaSon (2016)
- Life on the Flip Side (2020)
- Songs You Don't Know by Heart (2020)
- Equal Strain on all Parts (2023)

### Album dal vivo
- 1978 – You Had to Be There
- 1990 – Feeding Frenzy: Jimmy Buffett Live!
- 1999 – Buffett Live: Tuesdays, Thursdays, Saturdays
- 2003 – Live in Auburn, WA
- 2003 – Live in Las Vegas, NV
- 2004 – Live in Cincinnati, OH
- 2004 – Live in Mansfield, MA
- 2005 – Live in Hawaii
- 2007 – Live at Fenway Park
- 2007 – Live in Anguilla
- 2010 – Encores
- 2011 – Volcano (Live 2011)
- 2012 – Welcome to Fin City: Live in Las Vegas

## Filmografia

### Cinema
- FM, regia di John A. Alonzo (1978)
- Beach Bum - Una vita in fumo (The Beach Bum), regia di Harmony Korine (2019)

### Televisione
- Hawaii Five-0 - serie TV, 7 episodi (2011-2020)
- Blue Bloods - serie TV, episodio 12x11 (2022)
- Life & Beth - serie TV, episodio 2x02 (2024)

## Doppiatori italiani
Nelle versioni in italiano delle opere in cui ha recitato, Jimmy Buffett è stato doppiato da:
- Stefano De Sando in Hawaii Five-0 (episodi 2x10, 10x19)
- Domenico Maugeri in Hawaii Five-0 (episodio 3x20)
- Guido Sagliocca in Hawaii Five-0 (episodio 5x18)
- Mino Caprio in Hawaii Five-0 (stagioni 7-9)
- Ambrogio Colombo in Beach Bum - Una vita in fumo
- Gianni Giuliano in Blue Bloods (come se stesso)
- Luca Biagini in Blue Bloods (come Dickie Delaney)